# Central Hettinger, Bắc Dakota
Central Hettinger là một lãnh thổ chưa tổ chức thuộc quận Hettinger, tiểu bang Bắc Dakota, Hoa Kỳ. Năm 2010, dân số của nơi này là 40 người.